# Макби (Јужна Каролина)
Макби (енгл. McBee) град је у америчкој савезној држави Јужна Каролина.

## Демографија
По попису из 2010. године број становника је 867, што је 153 (21,4%) становника више него 2000. године.
| Група             | 2000.       | 2010.       |
| Белци             | 379 (53,1%) | 477 (55,0%) |
| Афроамериканци    | 325 (45,5%) | 350 (40,4%) |
| Азијати           | 0 (0,0%)    | 0 (0,0%)    |
| Хиспаноамериканци | 5 (0,7%)    | 23 (2,7%)   |
| Укупно            | 714         | 867         |